# 金宗元
金 宗元（キム・ジョンウォン、김종원、1922年 - 1963年）は、大韓民国の軍人、警察官。創氏改名による日本名は金山宗元。白頭山の虎、金虎（タイガーキム）と呼ばれた。

## 経歴
1922年、慶尚北道慶山郡に生まれる。日本軍に志願入隊し、1940年、陸軍兵志願者訓練所に入所。始興の志願兵訓練所に助教として勤務。ニューギニアやフィリピンで軍務に就いた。終戦後は警察に入り、1946年に国立警察東大門署におり、1947年には張沢相の警備を8か月担い、後に陸軍に入隊した。
第1連隊の下士官であったが、1946年5月、警備士官学校第1期に入校。学歴が低いうえに性格が荒く成績も良くなく、行政要員のイ・ジヒョン少尉に不遜な態度で食って掛かったため最初の懲戒処分を受けた。さらに家の仕事で何日も欠席するため出席日数さえ足りなくなった。卒業間近に同じ日本軍志願兵出身の鄭鍾根や高根弘と一緒に芮琯壽を暴行する事件を起こした。原因は芮琯壽が「志願兵出身者は実力が無い」と軽蔑する話をしたためだという。成績が低く任官に問題があったが、教官の張昌国が内務班成績に満点を与え、辛うじて卒業できた。
麗水・順天事件では第5連隊第1大隊長として参加。アメリカの忠告に従わず、10月23日に麗水へ上陸作戦を決行するが金宗元の部隊を乗せた戦車揚陸艇が浜に衝突して激しく炎上したため撤退し、上陸できたのは、反乱が鎮圧されて数日後だった。その後、金宗元は日本刀で容疑者の首を切り落とし、疲れると拳銃や小銃で射撃試験をするなどの蛮行を働いた。
1949年11月、第23連隊長。共匪討伐の任務を担当し、多くの民間人を虐殺した。朝鮮戦争勃発直後には刑務所収監政治犯を1日に1500人ずつ処刑する計画を立て、これを直ちに実行した。
1950年7月下旬の盈徳攻防戦では盈徳南側の要衝である181高地が奪取された時に小隊長を即決で処分し、兵士1人を銃殺刑に処した。これを見た顧問のエメリッチ中佐は更迭を具申し、7月30日に連隊長を解任された。
1950年8月、憲兵司令部副司令官兼慶尚南道地区兵事区司令官。1950年9月、慶尚南道地区戒厳司令部北区司令官。1950年10月に平壌が占領されると、第2軍団戒厳民事部長兼軍政官。1950年11月初旬、憲兵副司令官兼慶尚南道地区戒厳民事部長。
1951年2月、慶尚南道地区兵事区司令官。居昌事件では、事件を揉み消すため調査団を妨害した。この件で懲役3年の刑を受けるが、翌年3月に大統領特赦で釈放され、全羅北道警察局長を務める。
1953年、治安局長。記者達に食言した事件、国会議員拉致事件などを起こした。同年11月に慶尚南道警察局長。南部軍の指揮官である李鉉相の逮捕に乗り出す。
1954年8月、慶尚北道警察局長。1955年2月、全羅南道警察局長。
1956年、内務部治安局長。
4月革命後に張勉副大統領暗殺未遂事件の関係で西大門刑務所に服役する。1961年12月に糖尿病のため釈放され、1963年12月に死亡。